# Psila microphthalma
Psila microphthalma är en tvåvingeart som beskrevs av Willi Hennig 1941. Psila microphthalma ingår i släktet Psila och familjen rotflugor. Inga underarter finns listade i Catalogue of Life.